# 布拉任齊
49°58′17″N 27°30′50″E / 49.97139°N 27.51389°E
布拉任齊（烏克蘭語：Бражинці），是烏克蘭西部的村莊，隸屬赫梅利尼茨基州的舍佩蒂夫卡區。該村始建於1425年，面積1.83平方公里，2001年人口551，人口密度每平方公里300.9人。